# (5424) Covington
(5424) Covington es un asteroide perteneciente al cinturón de asteroides, descubierto el 12 de octubre de 1983 por Edward Bowell desde la Estación Anderson Mesa (condado de Coconino, cerca de Flagstaff, Arizona, Estados Unidos).

## Designación y nombre
Designado provisionalmente como 1983 TN1. Fue nombrado Covington en honor a Arthur Covington el primer radioastrónomo de Canadá. Su descubrimiento, durante el eclipse solar parcial el 23 de noviembre de 1946, observando que la emisión de microondas era mucho más intensa desde las proximidades de las manchas solares que en otras partes del sol, fue el primer indicador de que los campos magnéticos eran importantes en la generación de emisiones cósmicas no térmicas. En 1947 inauguró en el Consejo Nacional de Investigación de Canadá mediciones diarias del flujo de microondas solar a 10,7 cm.

## Características orbitales
Covington está situado a una distancia media del Sol de 2,235 ua, pudiendo alejarse hasta 2,334 ua y acercarse hasta 2,137 ua. Su excentricidad es 0,044 y la inclinación orbital 3,243 grados. Emplea 1221,20 días en completar una órbita alrededor del Sol.

## Características físicas
La magnitud absoluta de Covington es 13,2. Tiene 4,439 km de diámetro y su albedo se estima en 0,516. 